# Valencia Basket Club 2019-2020
Questa voce raccoglie le informazioni riguardanti il Valencia Basket Club nelle competizioni ufficiali della stagione 2019-2020.

## Stagione
La stagione 2019-2020 del Valencia Basket Club è la 31ª nel massimo campionato spagnolo di pallacanestro, la Liga ACB.

## Roster
Aggiornato al 14 luglio 2019.
| Valencia Basket Club 2019-20 | Valencia Basket Club 2019-20 |
| Giocatori                    | Staff tecnico                |
| ---------------------------- | ---------------------------- |

| N. | Naz.                                       | Ruolo | Nome                  | Anno | Alt.   | Peso   |  |
| -- | ------------------------------------------ | ----- | --------------------- | ---- | ------ | ------ |  |
| 1  | Andorra (bandiera) · Spagna (bandiera)     | P     | Quino Colom           | 1988 | 188 cm | 88 kg  |  |
| 2  | Serbia (bandiera)                          | G     | Vanja Marinković      | 1997 | 195 cm | 86 kg  |  |
| 3  | Stati Uniti (bandiera)                     | PG    | Jordan Loyd           | 1993 | 193 cm | 95 kg  |  |
| 5  | Senegal (bandiera)                         | AG    | Maurice Ndour         | 1992 | 206 cm | 91 kg  |  |
| 6  | Spagna (bandiera)                          | AP    | Alberto Abalde        | 1995 | 200 cm | 93 kg  |  |
| 7  | Francia (bandiera)                         | AC    | Louis Labeyrie        | 1992 | 209 cm | 100 kg |  |
| 9  | Belgio (bandiera)                          | P     | Sam Van Rossom        | 1986 | 193 cm | 88 kg  |  |
| 10 | Stati Uniti (bandiera)                     | C     | Mike Tobey            | 1994 | 213 cm | 115 kg |  |
| 12 | Australia (bandiera) · Lituania (bandiera) | AG    | Brock Motum           | 1990 | 208 cm | 111 kg |  |
| 14 | Montenegro (bandiera)                      | AC    | Bojan Dubljević (C)   | 1991 | 205 cm | 105 kg |  |
| 16 | Spagna (bandiera)                          | P     | Guillem Vives         | 1993 | 192 cm | 78 kg  |  |
| 19 | Spagna (bandiera)                          | AP    | Fernando San Emeterio | 1984 | 199 cm | 105 kg |  |
| 30 | Spagna (bandiera)                          | AP    | Joan Sastre           | 1991 | 201 cm | 82 kg  |  |
| 42 | Canada (bandiera) · Paesi Bassi (bandiera) | AP    | Aaron Doornekamp      | 1985 | 201 cm | 96 kg  |  |
| 43 | Slovacchia (bandiera)                      | C     | Tomas Pavelka         | 2000 | 217 cm |        |  |

| Allenatore                                                                                                   |
| - Jaume Ponsarnau                                                                                            |
| Assistente/i                                                                                                 |
| - Borja Comenge - Juan Maroto - Javier Vilaplana Legenda - (C) Capitano - (IN) Inattivo - Infortunato Roster |

## Mercato

### Sessione estiva
| Acquisti | Acquisti         | Acquisti          | Acquisti      | Acquisti |
| R.a      | Nome             | da                | Modalità      |          |
| -------- | ---------------- | ----------------- | ------------- | -------- |
| P        | Sergi García     | Manresa           | fine prestito |          |
| AG       | Brock Motum      | Anadolu Efes      | definitivo    |          |
| C        | Tryggvi Hlinason | Obradoiro         | fine prestito |          |
| AG       | Maurice Ndour    | UNICS Kazan'      | definitivo    |          |
| G        | Josep Puerto     | Oviedo            | fine prestito |          |
| G        | Vanja Marinković | Partizan          | definitivo    |          |
| P        | Quino Colom      | Bahçeşehir Koleji | definitivo    |          |
| PG       | Jordan Loyd      | Toronto Raptors   | definitivo    |          |

| Cessioni | Cessioni         | Cessioni             | Cessioni       | Cessioni |
| R.       | Nome             | a                    | Modalità       |          |
| -------- | ---------------- | -------------------- | -------------- | -------- |
| P        | Antoine Diot     | ASVEL                | fine contratto |          |
| P        | Sergi García     | RASTA Vechta         | prestito       |          |
| C        | Tryggvi Hlinason | Saragozza            | rescissione    |          |
| G        | Rafael Martínez  | Bilbao Berri         | fine contratto |          |
| G        | Matt Thomas      | Toronto Raptors      | rescissione    |          |
| AG       | Will Thomas      | Zenit S. Pietroburgo | fine contratto |          |
| G        | Josep Puerto     | Castelló             | prestito       |          |

### Dopo l'inizio della stagione
| Acquisti | Acquisti     | Acquisti     | Acquisti        | Acquisti      |
| R.       | Nome         | da           | Data            | Modalità      |
| -------- | ------------ | ------------ | --------------- | ------------- |
| P        | Sergi García | RASTA Vechta | 5 dicembre 2019 | fine prestito |

| Cessioni | Cessioni     | Cessioni       | Cessioni        | Cessioni    |
| R.       | Nome         | a              | Data            | Modalità    |
| -------- | ------------ | -------------- | --------------- | ----------- |
| P        | Sergi García | Saski Baskonia | 5 dicembre 2019 | rescissione |